# Integriteta

Integriteta  je »celovitost, skladnost, pristnost, poštenost, verodostojnost«. Gre za pojem, ki ga največkrat povezujemo s področjem etike in morale (človekova notranja integriteta; integriteta osebnosti). Pomeni skladno, dobro, etično delovanje in odgovornost posameznikov in organizacij, delovanje, s katerim se prizadeva za preprečevanje in odpravljanje tveganj, da bi bila oblast, funkcija, pooblastilo ali druga pristojnost za odločanje uporabljena v nasprotju z zakonom, pravno dopustnimi cilji, etičnimi kodeksi ter v škodo posamezniku ali organizaciji.
Oseba z integriteto je oseba, ki govori to, kar misli, in dela to, kar govori, skladno z moralnimi normami in veljavnim pravom.
Družba z integriteto je družba, ki jo sestavljajo osebe z integriteto. Ima dobro vzpostavljen sistem za zaznavanje kršitev. Slednje so, ne samo hitro zaznane, ampak na podlagi vzpostavljenih mehanizmov tudi ustrezno sankcionirane. Na ta način družba in država delujeta popolnoma v skladu z moralnimi in pravnimi načeli, s čimer zagotavljata vse pravice in varnost tako posameznikom, kot organizacijam, ki v njej delujejo.
Organizacija z integriteto je organizacija, ki ima zaposlene osebe z integriteto, obenem pa deluje skladno z etičnimi normami (zapisanimi v etičnih kodeksih organizacij) in veljavnim pravom. Mehanizem za ugotavljanje stopnje integritete ter orodje za krepitev integritete neke organizacije je načrt integritete. Organizacija z integriteto uživa zaupanje okolja, saj je njeno delovanje transparentno in skladno s poslanstvom, ki odraža etiko in pravne norme družbe. S tem organizacija pridobi zvestobo zaposlenih in strank ter spoštovanje okolja. Prisotnost integritete pomeni odsotnost korupcije.

## Načrt integritete
Načrt integritete je orodje za vzpostavljanje oziroma preverjanje integritete v organizaciji ter orodje za ugotavljanje in odpravljanje ranljivosti organizacije in njenih zaposlenih za nastanek koruptivnih ravnanj. Temelji na:
- ugotavljanju relevantnih tveganj za korupcijo na različnih področijh organizacije,
- oceni, kakšno nevarnost predstavljajo ta tveganja za organizacijo,
- določanju ukrepov za zmanjšanje ali odpravo teh tveganj.

Načrti integritete sami po sebi še ne vzpostavljajo ali povečujejo integritete organizacije, temveč se to zgodi šele z njihovim izvajanjem, in sicer takrat,  ko organizacija učinkovito odpravi tveganja, ugotovljena z načrti integritete. Temeljni element za izvajanje načrtov integritete in s tem povečevanje integritete organizacije je osebna zavezanost, predanost tako vodstva kot zaposlenih organizacije. Proces oblikovanja in izvajanja načrtov integritete temelji na stalnem preverjanju in dopolnjevanju tveganj in ukrepov organizacije, s katerimi ta tveganja odpravi.

## Povezave do organizacij, ki se ukvarjajo s pojmom »integriteta«
1. Komisija za preprečevanje korupcije http://www.kpk-rs.si
2. Društvo integriteta http://www.integriteta.si/drutvo-integriteta%5B%5D